# Percezioni (programma televisivo)
(Tagline della serie televisiva)
Percezioni è stato un programma televisivo italiano in cui Marina Dionisi, sensitiva e scrittrice del paranormale, accompagnava due ragazzi senza alcuna dote precognitiva alla ricerca di ciò che si cela oltre il mondo visibile.
Tra realtà e leggenda, arcano e tradizione lo spettatore sarebbe stato guidato alla scoperta di quanto ancora si nasconde ai nostri occhi.
Il programma, diretto da Loris Manzi, fu prodotto e ideato dallo stesso regista con Luisa Maranelli e Zaira Maranelli.
La serie, composta da 10 episodi della durata di 26 minuti l'uno, ha debuttato in prima visione pay su Steel da martedì 1º maggio 2012, mentre in chiaro andò in onda su Italia 2 dal 24 maggio 2013.

## Trama
Ogni luogo conserva una memoria di quanto in esso accade. Questa memoria nel tempo si indebolisce lasciando sottili tracce di energia, le vibrazioni.
Due ragazzi, senza alcuna dote precognitiva, e una sensitiva verranno portati in castelli, antiche città e rovine, luoghi pregni di vibrazioni per raccontare cosa percepiranno a contatto con i vari ambienti e appurare se in determinati luoghi sia possibile percepire memorie vibrazionali.
Questi luoghi, noti come patrimonio culturale italiano e come importanti siti storici, sono affascinanti per il mistero che li avvolge e per le vicende che vi sono accadute.
Tali storie, irrisolte o non ancora svelate, continuano ad affascinare e intimorire gli appassionati dell'ignoto per la loro spaventosa inquietudine.
I partecipanti affronteranno l'inconoscibile per scoprire quanto l'invisibile sia ancora palpabile intorno ad ognuno di noi.
Attraverso il supporto di uno storico, infine, si cercherà di reperire informazioni a conferma di quanto verrà dichiarato dalla sensitiva.

## Protagonisti
Stagione corrente (Prima stagione):
- Daniele Cimmino – Partecipante
- Michele Maddaloni – Partecipante
- Marina Dionisi[1] – Sensitiva
- Marco Filippi - Storico

## Premi e riconoscimenti
- 2013 Secondo Premio (Bronze Award) alla 34th edizione dei Telly Awards (New York) nella categoria "Documentary".
- 2013 "Finalist Certificate" al "New York Festivals - 2013 World's Best Television" nella categoria "Television - Documentary/Information".